# Biserica romano-catolică din Plăieșii de Jos

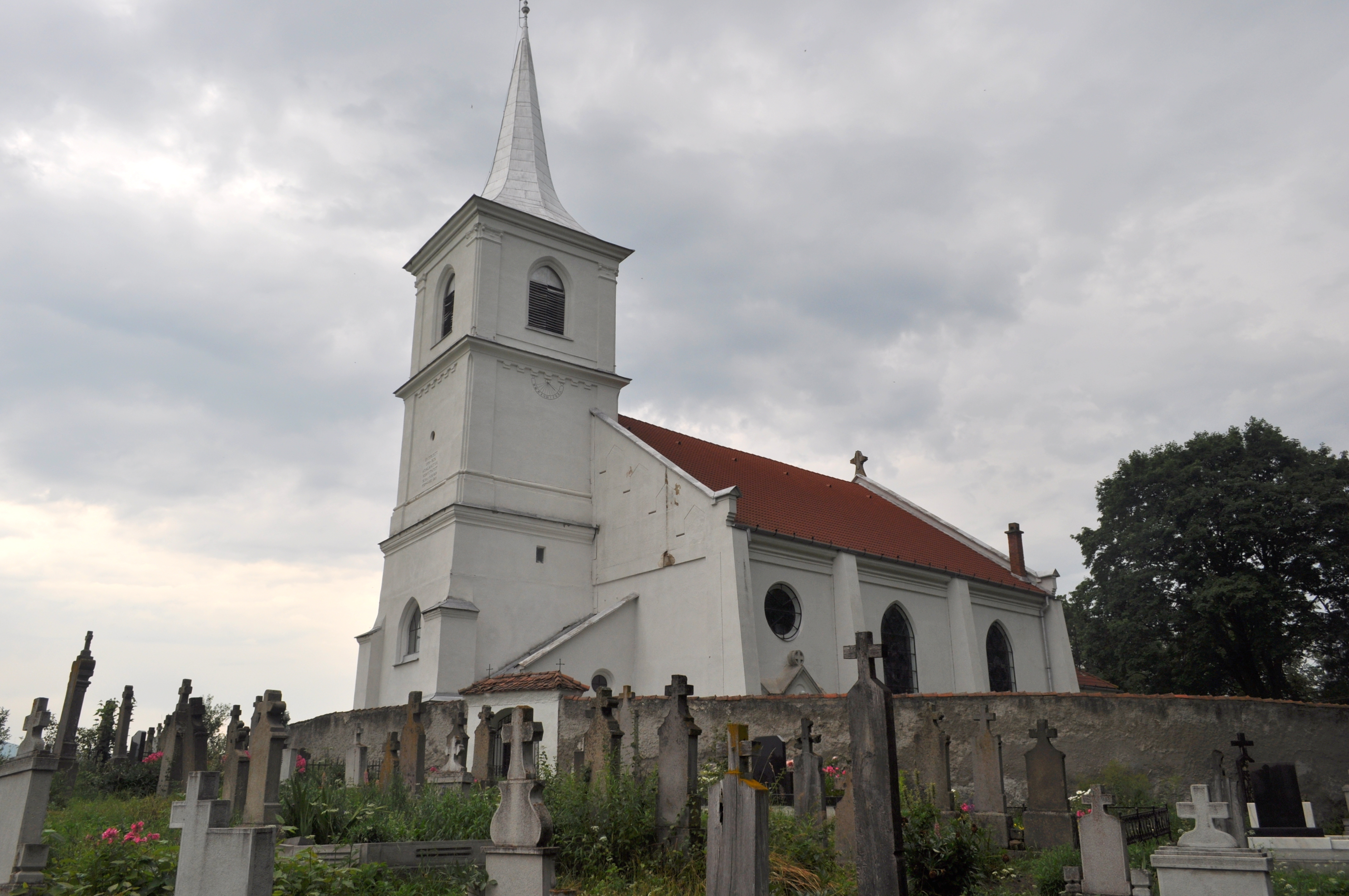
Biserica romano-catolică din Plăieșii de Jos, județul Harghita, foto: iulie, 2011.

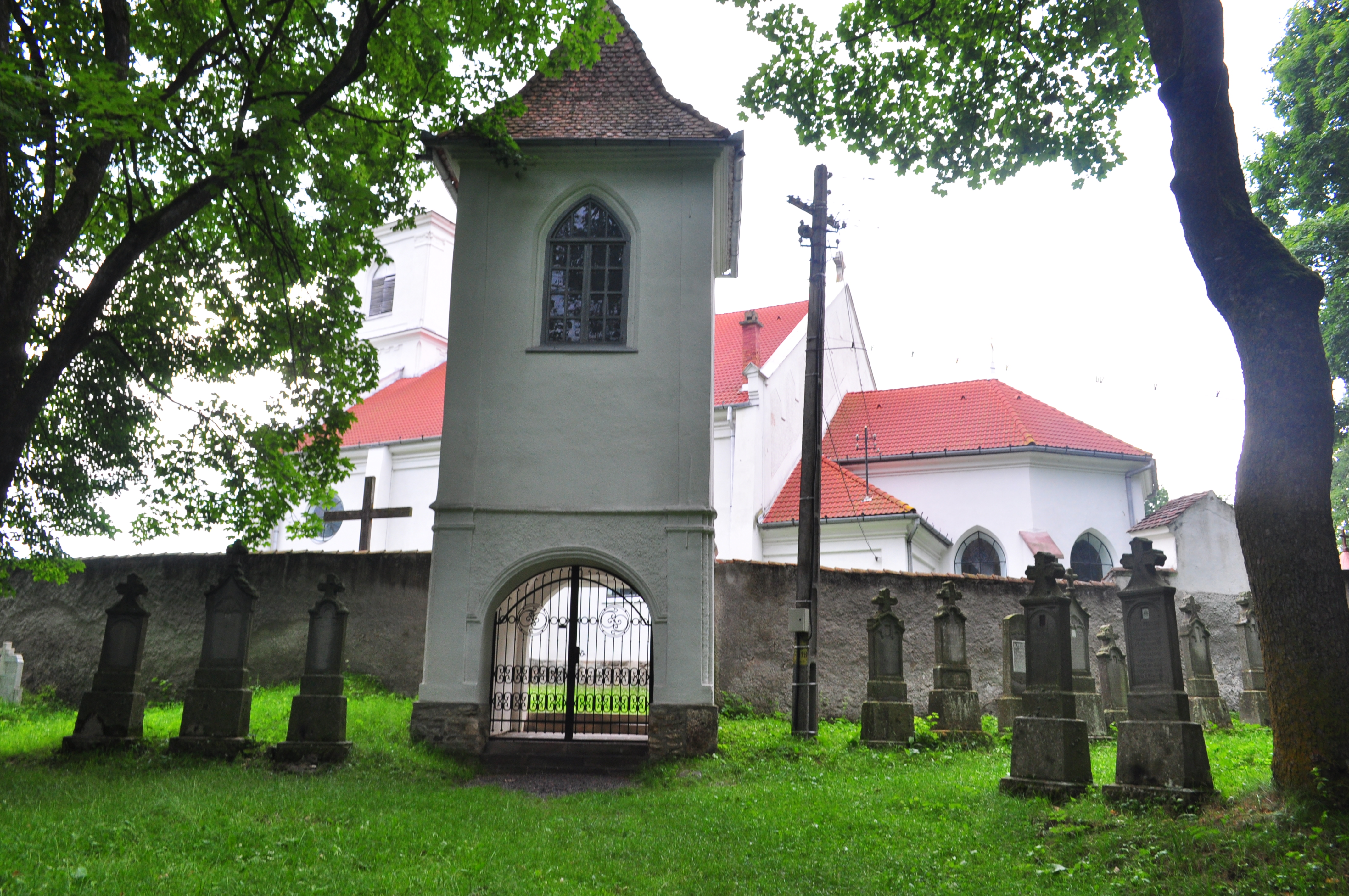
Biserica romano-catolică din Plăieșii de Jos, județul Harghita, foto: iulie, 2011.

Biserica romano-catolică din Plăieșii de Jos, județul Harghita, a fost construită în secolul al XV-lea. Lăcașul de cult figurează pe lista monumentelor istorice din 2015, cod LMI HR-II-a-A-12926.

## Istoric și trăsături
În anul 1333 exista deja o biserică parohială. Biserica-monument de azi a fost construită în secolul al XV-lea, cu modificări și adăugiri în secolele XVIII și secolul XX (întâi, stilul romanic, apoi gotic). Biserica are hramul „Cristos Rege” și un clopot din anul 1642, dar și o inscripție: Jezus Nazarenus, Rex Judeorum, Venit in hunc mundum et homo factus est. AO DNI. 1642.
Ultima renovare a avut loc între 1984 și 1994.  
În cripta ei se găsesc rămășițele lui Mihály Lukács, profesor și fondator al fostei Școli de Gramatică Romano-Catolică din Șumuleu Ciuc.

## Imagini

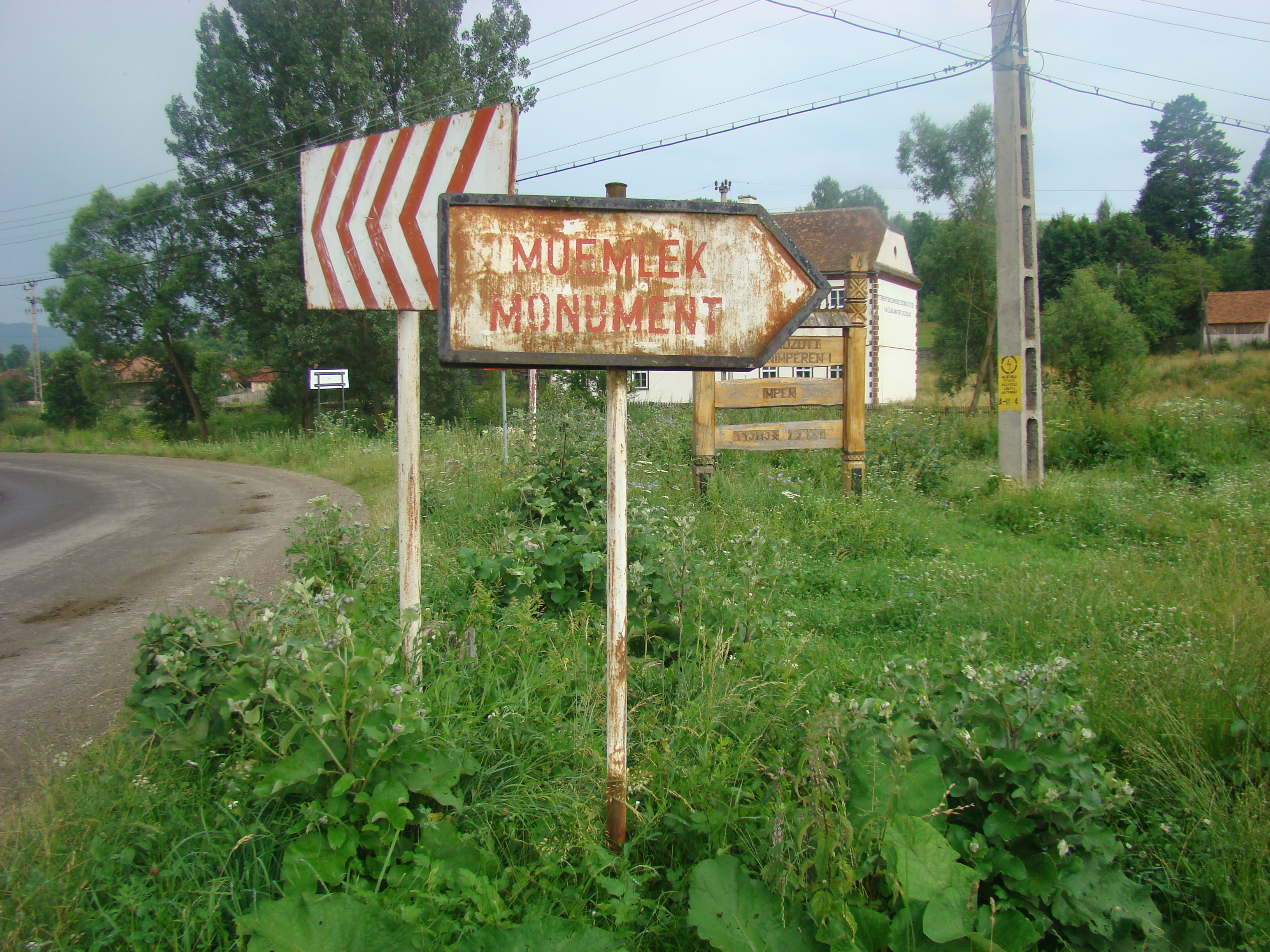
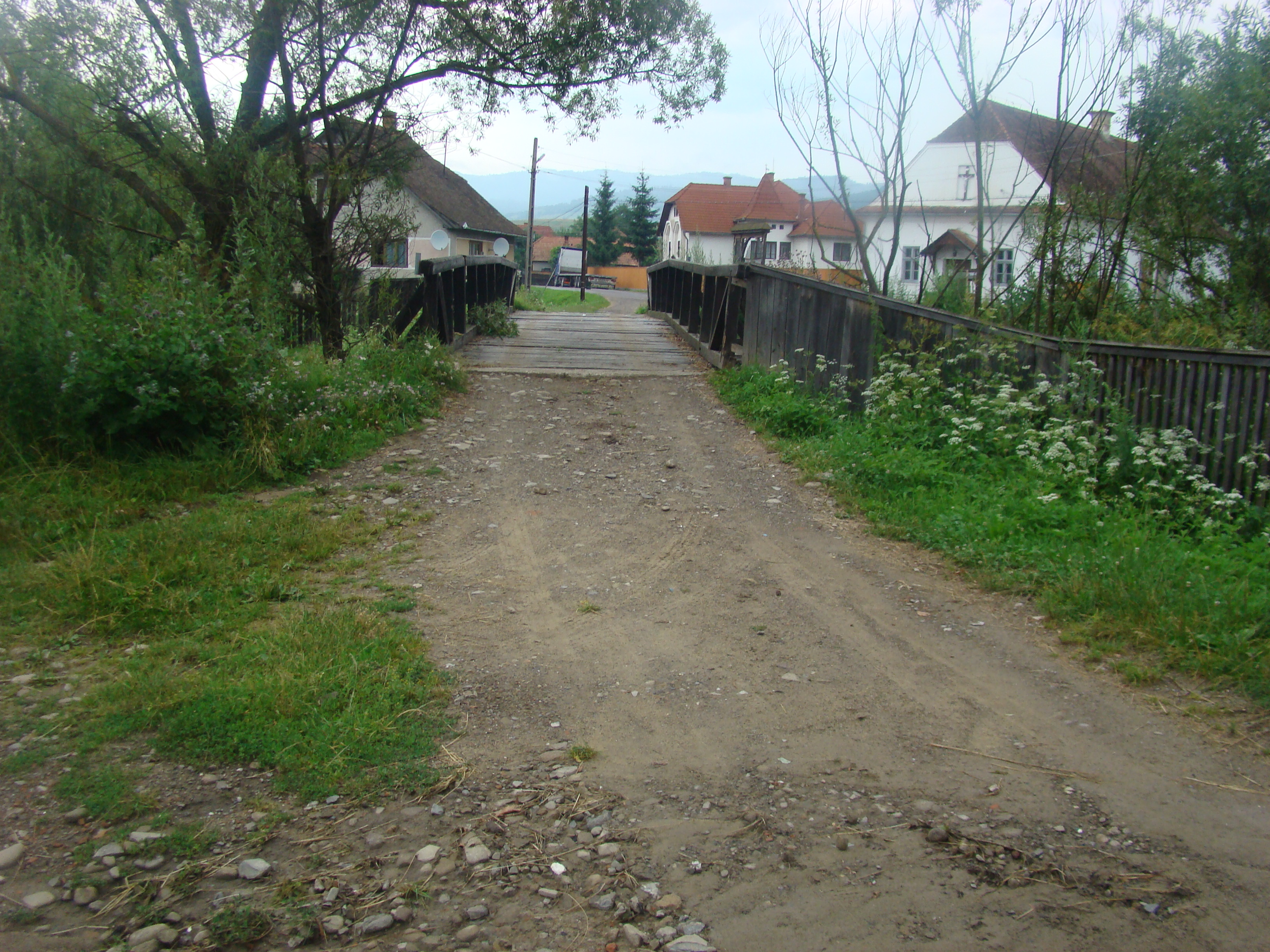
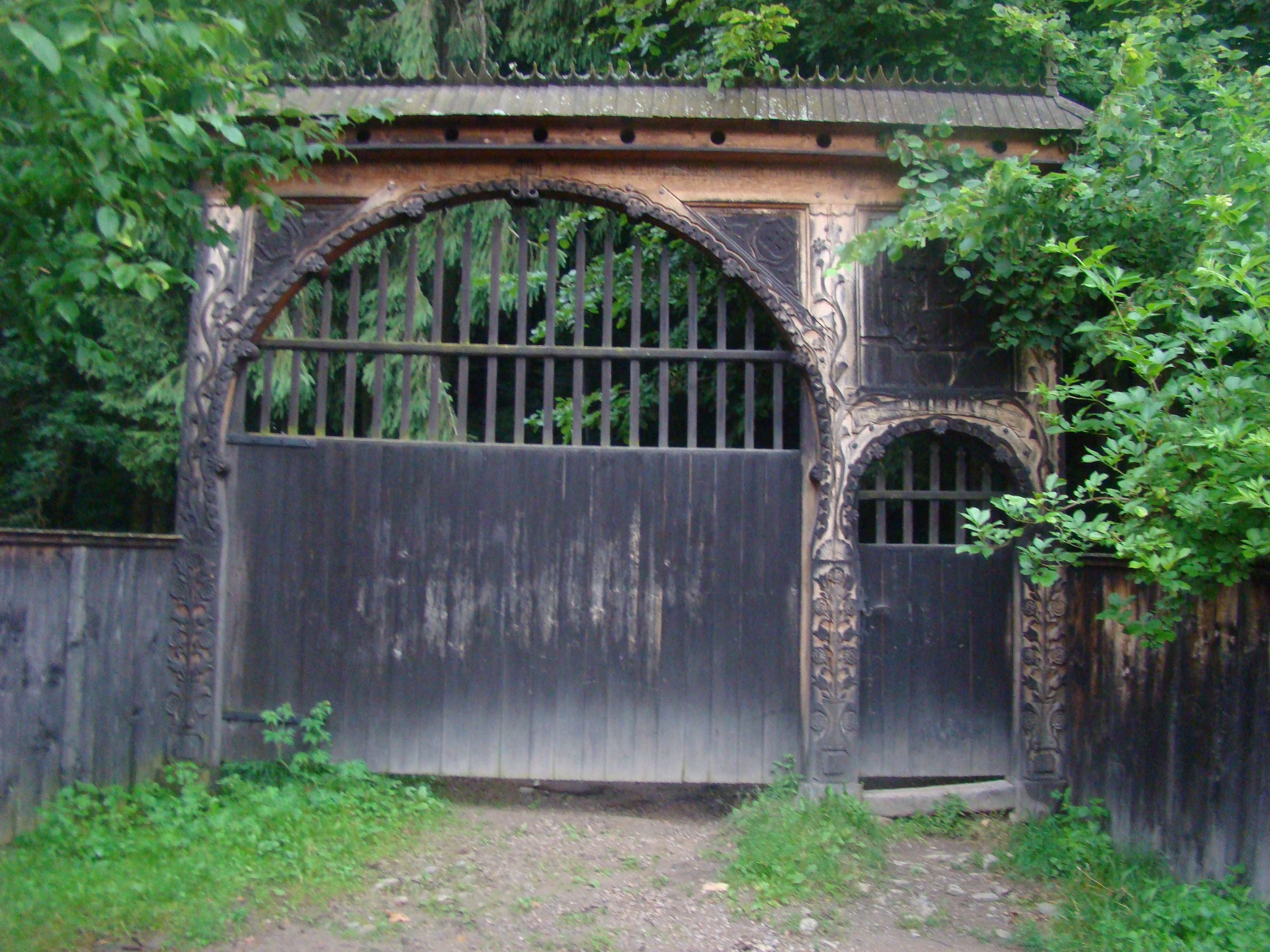
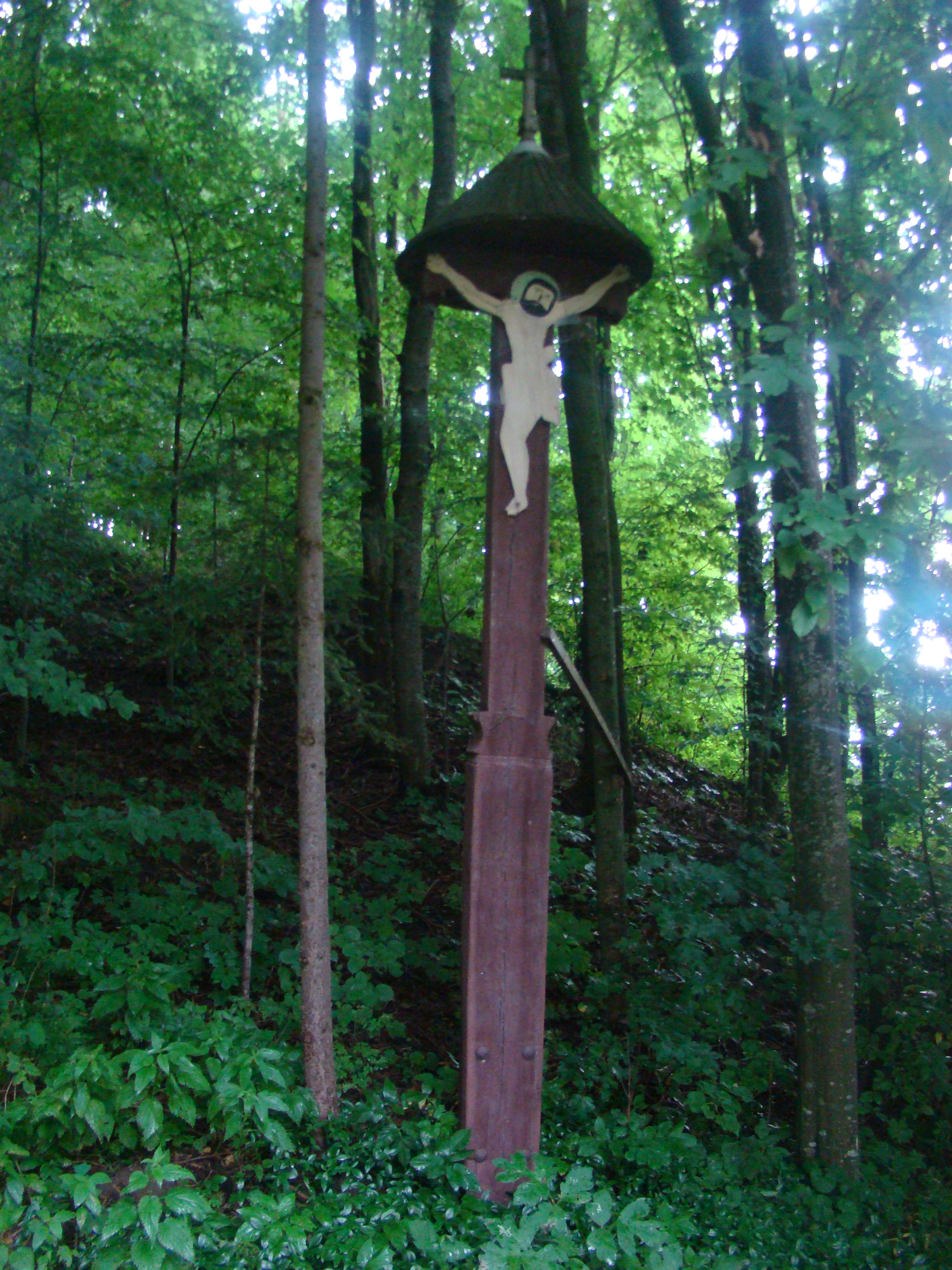
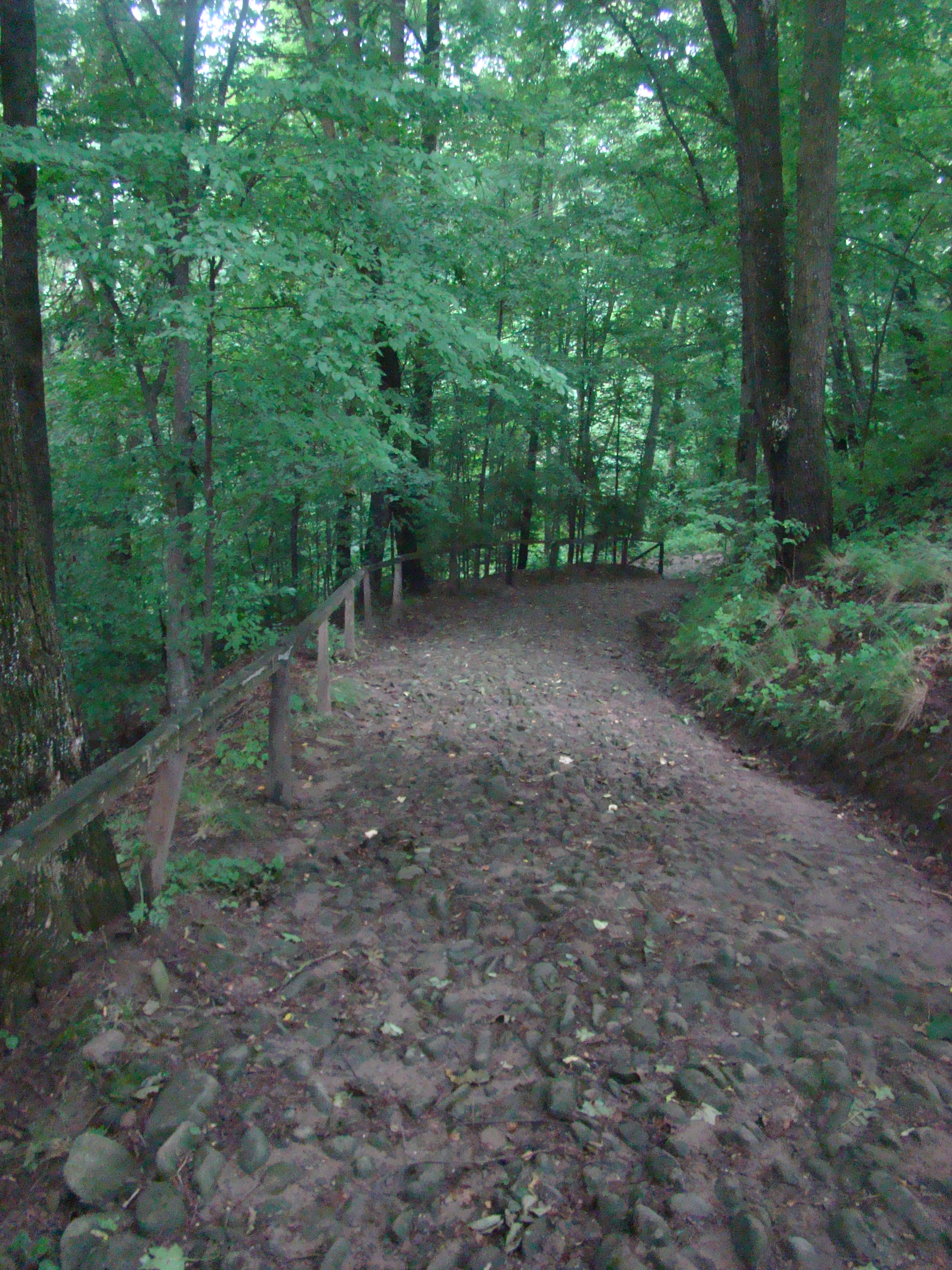
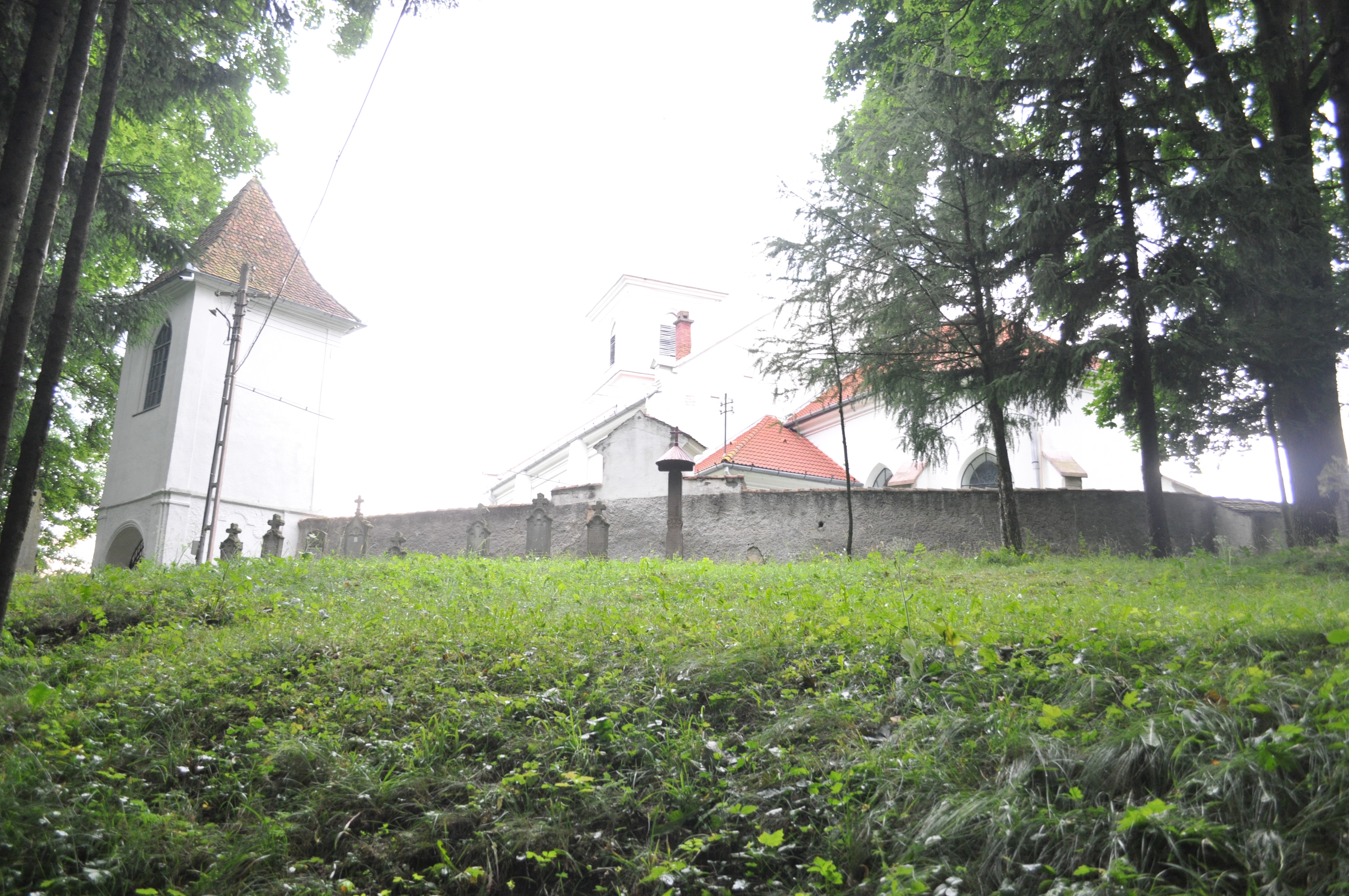
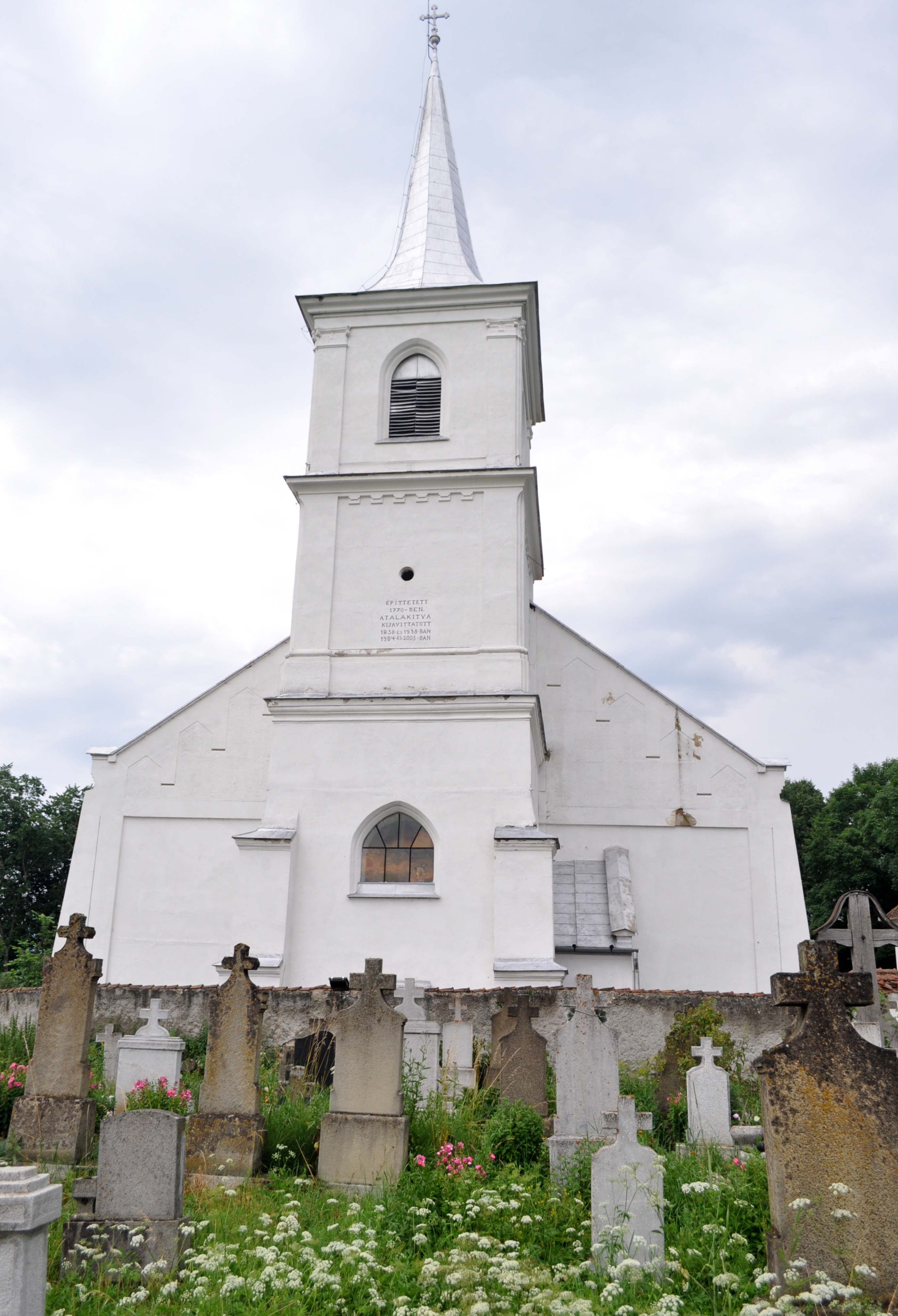
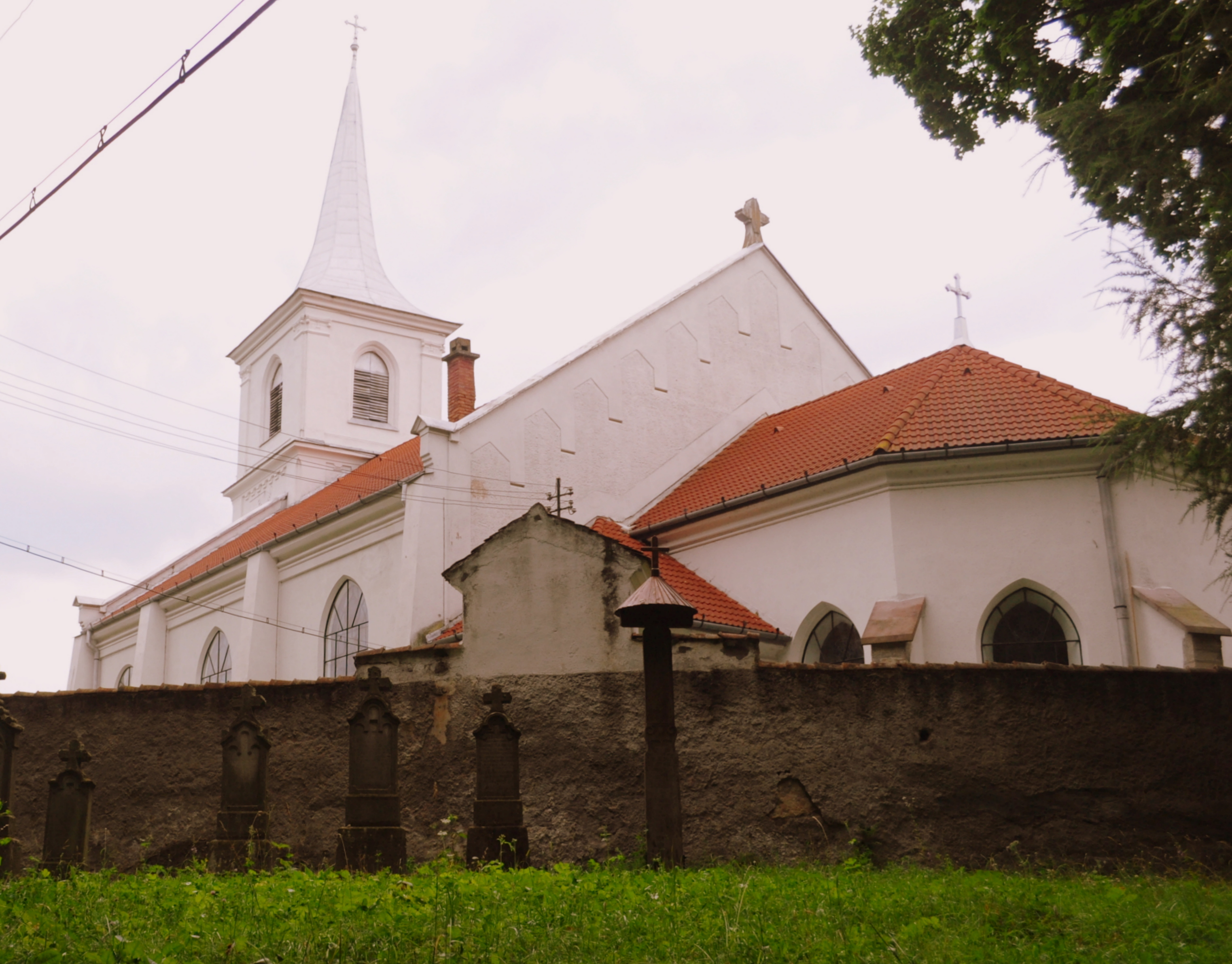